# Kranaos
Kranaos (altgriechisch Κραναός Kranaós) war der dritte mythische König von Attika.
Nach ihm wurden in der Epoche der Pelasger die Athener als Kranaer bezeichnet. In seiner Regierungszeit fand die legendäre Deukalionische Flut statt.
Da der einzige Sohn des Kekrops schon zu dessen Lebzeiten gestorben war, wurde nach dessen Tod Kranaos, der mächtigste Mann Attikas, sein Nachfolger. Seine Gattin war Pedias, die Tochter des Lakedaimoniers Mynes. Sie hatten drei Töchter: Kranae, Kranaichme und Atthis. Atthis verstarb jung. Das Land wurde bis zu dieser Zeit nach seinem ersten König Aktaios Aktaia genannt, nun wurde sein Name zu Ehren der Tochter Atthis in Attika geändert.
Kranaos wurde von Amphiktyon, seinem Schwiegersohn, aus Attika vertrieben. Er floh nach Lamptrai, wo Pausanias noch sein Grabmal gesehen haben will.
Die Figur des Kranaos könnte auf eine alte attische Gottheit zurückgehen, die der Athene nahestand.